# 吴婷 (主持人)
吴婷（1984年10月—），安徽电视台《帮女郎帮你忙》《健康行天下》《安徽年度经济人物》主持人；安徽省青联常委；安徽省演讲学会副秘书长；《今报》专栏作者；雅典奥运会火炬手、北京奥运会火炬手。